# Donja Dubica
Donja Dubica – wieś w Bośni i Hercegowinie, w Federacji Bośni i Hercegowiny, w kantonie posawskim, w gminie Odžak. W 2013 roku liczyła 1472 mieszkańców, z czego większość stanowili Chorwaci.